# 30 Years - Live from the Sunset Strip
30 Years - Live from the Sunset Strip è un album dal vivo del gruppo musicale statunitense Great White, pubblicato nel febbraio del 2013 dalla Frontiers Records. È stato registrato in occasione del trentesimo anniversario dal primo concerto tenuto dal gruppo. Alla voce compare il nuovo cantante Terry Ilous in sostituzione di Jack Russell.

## Tracce
1. Desert Moon – 5:32 (Michael Lardie, Alan Niven, Mark Kendall)
2. Lady Red Light – 4:57 (Kendall, Niven, Lardie, Russell, Jack Russell)
3. Face the Day – 6:27 (John Brewster, Doc Neeson, Rick Brewster)
4. House of Broken Love – 6:22 (Lardie, Niven, Russell)
5. Save Your Love – 4:53 (Jerry Lynn Williams, Russell)
6. Mista Bone – 8:03 (Tony Montana, Kendall, Niven, Audie Desbrow)
7. Big Goodbye – 5:55 (Kendall, Niven, Russell)
8. Back to the Rhythm – 4:21 (Lardie, Jack Blades, Russell)
9. Rock Me – 7:58 (Kendall, Lardie, Niven, Russell)
10. Can't Shake It – 10:38 (Brewster, Neeson, Brewster)
11. Once Bitten, Twice Shy – 8:33 (Ian Hunter)

## Formazione
- Terry Ilous – voce
- Mark Kendall – chitarre, cori
- Michael Lardie – chitarre, tastiere, cori
- Scott Snyder – basso
- Audie Desbrow – batteria